# Citigroup Centre (Austrálie)
Citigroup Centre je mrakodrap v australském Sydney. Postaven byl podle návrhu, který vypracovala firma Crone and Associates. Má 50 podlaží a výšku 243 m, je tak 2. nejvyšší mrakodrap ve městě. Výstavba probíhala v letech 1998–2000. Budova disponuje 72 631 m2 převážně kancelářských prostor.